# Puerto Nuevo (Buenos Aires)
Der Puerto Nuevo, Buenos Aires ist der neue Seehafen am östlichen Stadtrand von  Buenos Aires, Stadtteil Puerto Madero, Argentinien. Er befindet sich am Río de la Plata (der in den Atlantischen Ozean mündet). Betreiber und Verwalter ist das öffentliche Unternehmen Administración General de Puertos S.E. Vorgänger war der Puerto Madero.

## Wirtschaftliche Bedeutung
Im Hafen werden Stückgut, Schüttgut und Container umgeschlagen. Außerdem ist er ein Passagierhafen, vor allem für Kreuzfahrtschiffe.